# アンツーカー

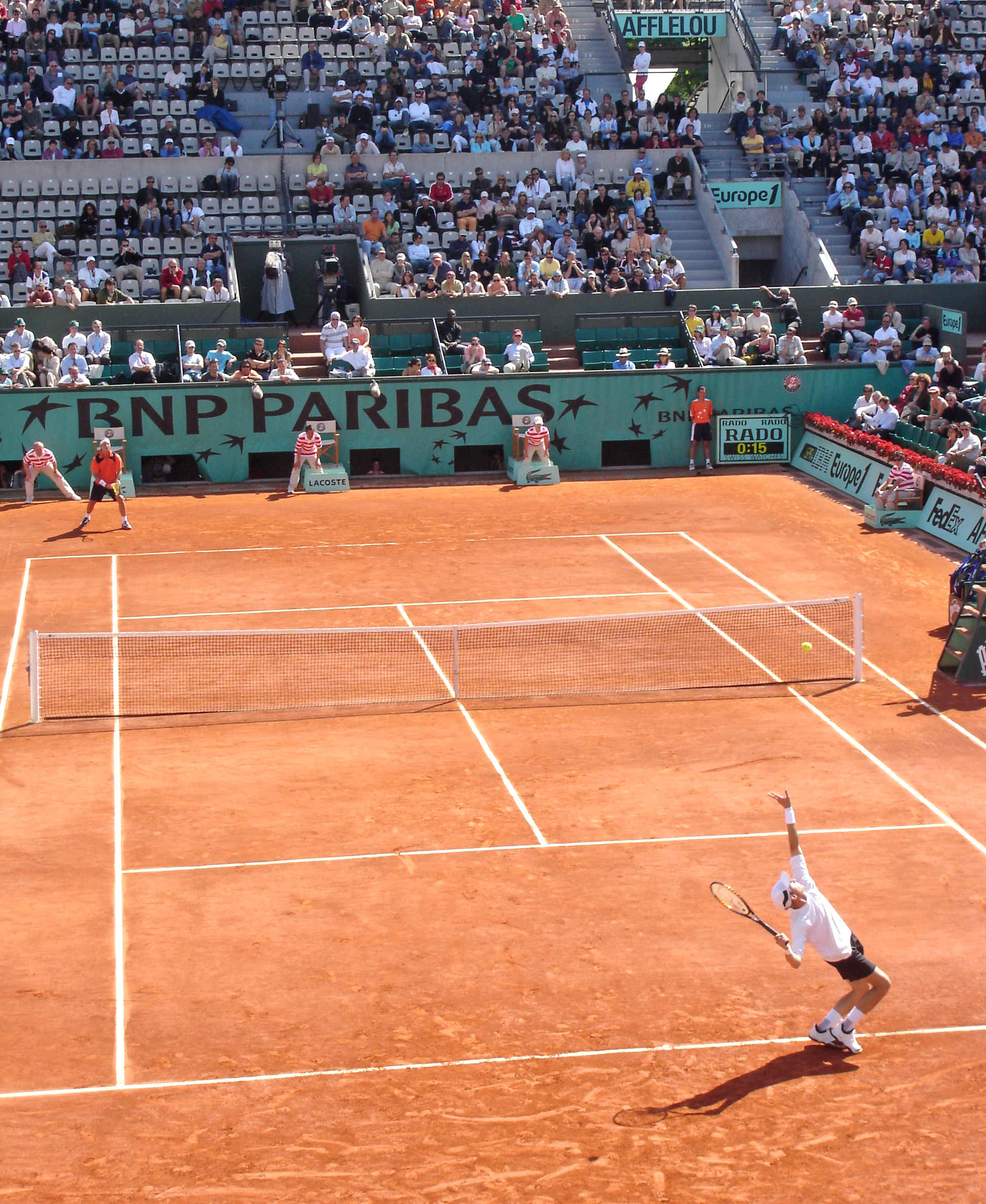
スタッド・ローラン・ギャロスのコート・フィリップ・シャトリエ
（2006年全仏オープン）

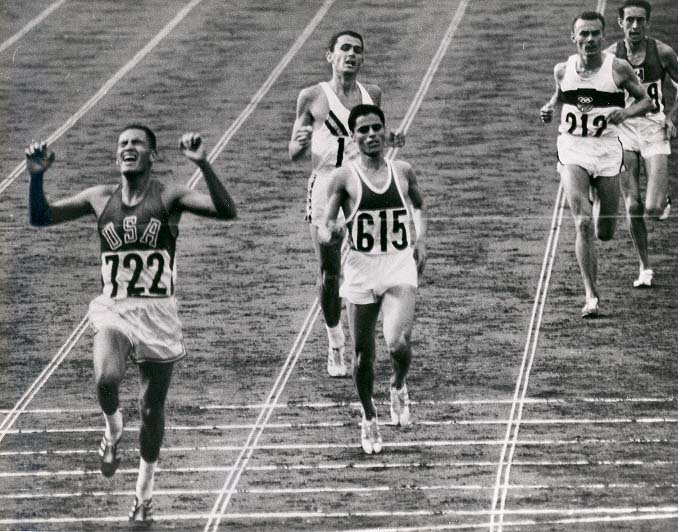
国立霞ヶ丘競技場陸上競技場のアンツーカー時代のトラック
（1964年東京オリンピック）

アンツーカ（仏: en tout cas、フランス語発音: [ɑ̃ tu ka] アントゥキャ）、または、アンツーカー（英: En-Tout-Cas、英語発音: [ˌɑːntuːˈkɑː] アーントゥーカー）は、高温焼成したレンガなどの土を粉砕してつくられる赤褐色の人工土、あるいはそれで覆われた競技場を指す。元々はこの人工土を敷いた全天候型テニスコートを指す商標名であったが、現在は一般名称となっている。

## 概要
水捌けの良さと濃い赤褐色が特徴で、主にテニスのクレーコート、野球場のマウンド・ダートサークル・ウォーニングゾーン、陸上競技場のトラックなどに用いられている。
語源はフランス語で「晴雨兼用の傘」「どんな場合でも」を指す"en tout cas"である。これを英語に直訳すると"in all cases"となり、「どのような天候でも使用できる」と解釈され、次第に全天候性を表すようになった。ただし本来フランス語のen tout casには人工土としての意味は無く、アンツーカーを指して用いる事もない。この仕上げを開発した英国の会社が上記フランスの晴雨両用傘の呼び名から自社の商品名として命名したのが起源とされる。

## 歴史
テニスコートサーフェスといえば芝生が一般的だった1880年ごろ、水捌けの悪さを抱える芝生の代替素材としてフランスで考案されたのが起源である。1928年に竣工したスタッド・ローラン・ギャロスはもちろんのこと、1928年アムステルダムオリンピックのメイン・スタジアムであるオリンピスフ・スタディオンにも採用され、これを機にヨーロッパで急速に広まり、現在では世界各国で採用されるに至った。日本でも、多くのクレーコートで採用され、野球場ではマツダスタジアムや明治神宮野球場などで採用されている。
誕生当時はレンガを砕いたものが主流であり、長雨による泥濘化や乾燥によるヒビ・砂埃などの短所もあって維持管理に特有のノウハウが要求されたが、現在ではそれを改良した多孔質焼成土が使用されている。